# Borough de Northwest Arctic
Le borough de Northwest Arctic (Northwest Arctic Borough en anglais) est un borough de l'État d'Alaska aux États-Unis et qui a été établi le 2 juin 1986. Le siège du borough est à Kotzebue.

## Géographie
Le borough de Northwest Arctic couvre une superficie de 105 573 km2, dont 12 597 km2 d'eau. Il borde la mer des Tchouktches.

### Zones protégées
Le borough de Northwest Arctic compte tout ou partie de huit zones protégées au niveau national :
- Une partie du Refuge faunique national maritime d'Alaska (Alaska Maritime National Wildlife Refuge AMNWR)
- Une partie de la réserve nationale de Bering Land Bridge
- L'ensemble du Cape Krusenstern National Monument
- Une partie du parc national et réserve des Gates of the Arctic
- L'ensemble du parc national de Kobuk Valley
- Une partie du Refuge faunique national de Koyukuk (Koyukuk National Wildlife Refuge
- Une partie de la réserve nationale Noatak
- Une partie du Refuge faunique national de Selawik

## Villes
Le borough de Northwest Arctic comprend les localités suivantes :
- Ambler
- Buckland
- Deering
- Kiana
- Kivalina
- Kiwalik
- Kobuk
- Kotzebue
- Noatak
- Noorvik
- Red Dog Mine
- Selawik
- Shungnak

## Démographie
| 1960  | 1970  | 1980  | 1990  | 2000  | 2010  |
| ----- | ----- | ----- | ----- | ----- | ----- |
| 3 560 | 4 434 | 4 831 | 6 113 | 7 208 | 7 523 |